# Koukou
Pour les articles homonymes, voir Koukou (homonymie).
 (février 2011).
Si vous disposez d'ouvrages ou d'articles de référence ou si vous connaissez des sites web de qualité traitant du thème abordé ici, merci de compléter l'article en donnant les références utiles à sa vérifiabilité et en les liant à la section « Notes et références ».
Koukou (en kabyle: Kuku, en arabe: كوكو), est un village de la commune algérienne de Aït Yahia, dans la wilaya de Tizi-Ouzou, en Kabylie. Ce village est particulièrement connu pour avoir été, du XVIe au XVIIIe siècle, le centre d'une principauté berbère, dite « royaume de Koukou ».

## Géographie

### Localisation
Koukou est situé sur la RN71 (Ain El Hammam-Azazga), qui relie le village au chef-lieu de la commune.
Koukou est délimité :
- au nord et nord-est, par le village de Tagounits ;
- à l'est, par la commune d'Imsouhal ;
- au sud, par les villages d'At Jbara et d'At Antar (At Ɛenṭar),
- à l'ouest par le village de Tafrawt.

### Relief
Koukou est établi sur les hauteurs d’une colline abrupte. Le sommet de cette colline constituait autrefois un rempart naturel de protection du village. Le village est toujours très difficile d'accès.
Le pic qui domine toute la vallée de Messouya et de l'oued Sebaou, permet d'embrasser aisément la région qui va d'Illoula Oumalou à l'est, jusqu'à Ouaguenoun à l'ouest. C'est cette topographie qui conféra une importance militaire au lieu : un rempart qui protégeait de l'ennemi et qui permettait aux occupants des lieux de se défendre avec peu de moyens.

### Hameaux
Le village est constitué de plusieurs hameaux : At Harun (Ait Haroun), At Bali (Ait Bali), Bugtool, Iɣil-Ḥfaḍ, Tagemut-n-Kuku et Taddart Ufella qui culmine à 940 m d'altitude.

## Histoire
La dynastie des Aït-Lqadi (en arabe : Ibn al Qadi, Ben el Qadi, Belkadi), fondée à la suite de la prise de Béjaïa, par les Espagnols, en 1510, fait de ce lieu bien protégé le quartier général d'un pouvoir indépendant des autorités de la régence d'Alger, mise elle aussi en place, vers cette époque, par les frères Barberousse.
Louis Rinn (1891), dans une note de son ouvrage, Histoire de l’insurrection de 1871 en Algérie, sur l'insurrection de 1871, écrit :

« Le royaume de Koukou fut fondé en 1510 par Ahmed-ben-el-Qadi, qui était juge à la cour des derniers rois de Bougie. Lors de la prise de cette ville, le 6 janvier 1509, il s’était réfugié chez les Qbaïls [= Kabyles] des Aït-Ghoubri, à Aourir ; il était devenu le chef d’une confédération puissante. À partir de 1618, la famille se divisa, son influence déclina, le nom même d’Ouled-el-Qadi, porté par les chefs de Koukou, cessa d’être employé, et il fut remplacé par celui d’Ouled-Boukhetouch. Aujourd’hui la famille a été absorbée par l’élément berbère et n’a plus qu’une influence insignifiante dans le haut Sébaou. Koukou est une taddert de 600 habitants répartis en six hameaux ; il fait partie de la fraction des Imessouhal des Aït-Yahia, aux sources du Sébaou. »